# 慈惠醫護管理專科學校
慈惠醫護管理專科學校（英語：Tzu Hui Institute of Technology）是一所位於臺灣屏東縣南州鄉的專科學校，為臺灣最南端之大專校院，目前有10個學科及通識教育中心，畢業後，授予副學士學位。109學年度技專校院評鑑，「校務經營與發展」、「課程與教學」、「學生學習確保與成效」及「校務經營績效與自我改善」四項均為「通過」。

## 學校概覽

### 學校環境
該校位於屏東縣南州鄉及東港鎮交界處，面積約20公頃。學校基地前為縣道187乙線，可通往南州市區、國道3號南州交流道；可轉接縣道187號通往東港、崁頂，或轉接台1線通往新埤。距離台鐵屏東線南州車站約5分鐘車程。

### 校園設施
該校主要設施規劃包括行政區、服務區、教學區、宿舍區、活動區、景觀區、設備區、保育區、產業專用區、公共設施及交通系統，目前校區已完成第一、第二教學大樓、第五教學大樓、學生宿舍、圖書資訊大樓、司令台、餐飲大樓。現正籌備興建行政大樓、禮堂兼體育館、嬰幼兒照護中心等建築。

### 校訓

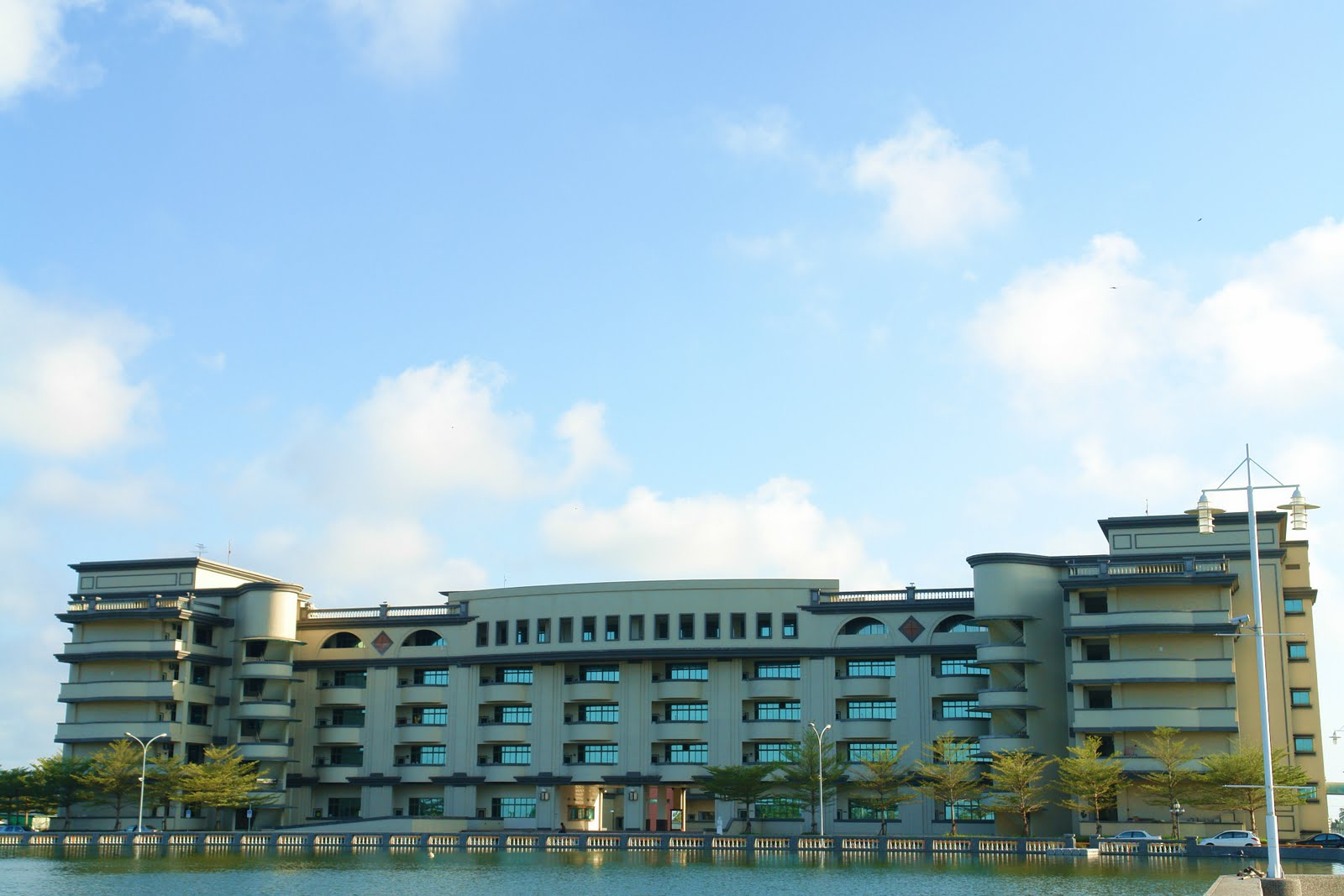
慈惠醫護管理專科學校 第一教學大樓

- 慈心、成長、創新、眾惠

### 沿革
- 1964年，創立屏東縣私立慈惠護理助產高級職業學校。
- 2000年，升格為慈惠醫護管理專科學校。招收五年制日間部護理科。
- 2001年，增設護理科二專日間部、夜間部在職班及在職專班，並增設資訊管理科五專部、二專日間部及應用外語科五專部、二專日間部
- 2002年，五專部增設幼兒保育科及復健科；於二專部增設幼兒保育科；於夜間部及在職專班增設資訊管理科。增設復健科。
- 2003年，於夜間部增設幼兒保育科。
- 2004年，增設休閒事業管理科二專日間部、夜間部；在職專班增設復健科。
- 2005年，成立通識教育中心。
- 2006年，增設休閒事業管理科五專部、在職專班及美容造型設計科二專日間部。
- 2007年，復健科更名為物理治療科。
- 2008年，資訊管理科更名為數位媒體創意設計科，並增設餐飲管理科五專部及二專部。
- 2009年，增設觀光事業科。應用外語科併入觀光事業科。
- 2017年，增設護理助產科。
- 2021年，增設口腔衛生學科。

## 董事長
| 姓名     | 任期 |
| -------- | ---- |
| 郭蔡靜香 | 現任 |

## 歷任校長
| 任次 | 姓名   | 任期           |
| ---- | ------ | -------------- |
| 1    | 藍群傑 | 2000.8-2001.7  |
| 2    | 黃崇智 | 2001.8-2010.7  |
| 3    | 許英傑 | 2010.8-2012.11 |
| 4    | 蕭耀華 | 2012.12-2020.7 |
| 5    | 張鳳祥 | 2020.8-2025.1  |
| 6    | 陳岳陽 | 2025.2-迄今    |

## 學校資訊

### 校歌
詞：陳清雨
/
曲：陳志堅

新時代 新學府
蔚人文 育英才
精益求精 醫護學術 我宏揚
南台灣 展光芒
做中學 學中做
實事求是 一技在身 任翱翔
慈心 成長 創新 眾惠
放射慈惠 無比光芒
落實全人教育 培育專業人才
誠懇負責 服務人群
悲天憫人的胸懷
任重道遠的精神
慈惠仁愛
日進無疆

## 教學單位
| 教學單位 | 護理科         | 數位媒體創意設計科   |
| 教學單位 | 觀光事業科     | 物理治療科           |
| 教學單位 | 幼兒保育科     | 休閒暨觀光事業管理科 |
| 教學單位 | 美容造型設計科 | 餐飲管理科           |
| 教學單位 | 通識教育中心   | 進修暨推廣教育部     |
| 教學單位 | 護理助產科     | 口腔衛生學科         |

## 政策聯盟學校
- 昆士蘭科技大學

該校於1997年度暑假首次辦理澳洲遊學團，在董事長伉儷的積極領導下，於1999年與澳洲昆士蘭科技大學（QUT - Queensland University of Technology）締結為姐妹校。

## 台灣聯盟學校
- 台南區
  - 台南應用科技大學
- 屏東區
  - 國立屏東科技大學
  - 國立屏東大學
  - 美和科技大學
  - 大仁科技大學

| - 高雄區 - 樹德高級家事商業職業學校 - 國立旗山高級農工職業學校 - 三信高級家事商業職業學校 - 高英高級工商職業學校 | - 屏東區 - 國立內埔高級農工職業學校 - 國立佳冬高級農業職業學校 - 國立屏東高級工業職業學校 - 國立東港高級海事水產職業學校 - 國立恆春高級工商職業學校 - 屏榮高級中學 |

## 國際交流姐妹校
- - 昆士蘭科技大學

## 其他
2015年3月28日至2015年5月10日屏東縣政府與LINE公司合作舉辦國際彩稻藝術節，慈惠醫護管理專科學校為協辦單位，在慈惠醫護管理專科學校西側門稻田，以四種不同顏色品種之稻品，種植出LINE FRIENDS彩稻田外，屏東縣政府在週邊規劃「安居樂業」稻浪迷宮、水圳文化體驗區、 120多攤的農特產品展售區、假日教育趣味闖關區、觀星活動等，活期期間吸引大批人潮前來觀賞。

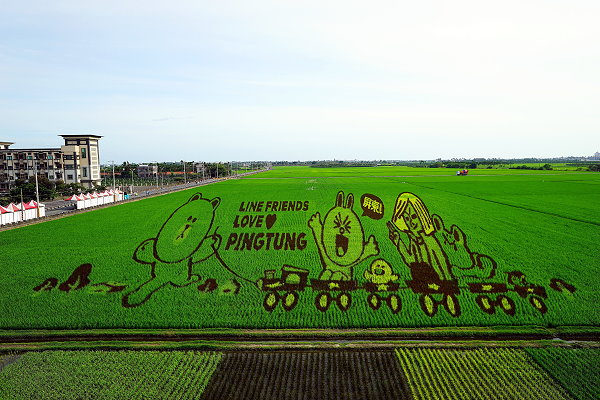
國際彩稻藝術節

## 爭議事件
- 2015年10月30日，玖壹壹到慈惠醫專校慶表演。表演過程中，有學生突然向舞台丟螢光棒，讓團長春風暴怒，破口大罵。事件引起網友熱烈討論。[2]

## 歷年日間部師生比及新生註冊率
- 112學年度日間部學生人數1998，專任老師人數105，日間部師生比19.03（學生數/老師數）。

- 112學年度新生註冊率51.62%。
- 113學年度新生註冊率66.74%。

## 参閲
- 發展典範科技大學計畫
- 獎勵大學教學卓越計畫

## 外部連結
- 慈惠醫護管理專科學校 （页面存档备份，存于）